# Já-fólkið
Já-fólkið es un cortometraje de animación islandés de 2020 escrito, dirigido y coproducido por Gísli Darri Halldórsson.

## Sinopsis
Una mezcla ecléctica de personas que se enfrentan a batallas cotidianas una mañana.

## Reparto de voz
- Jón Gnarr
- Thor Kristjansson
- Helga Braga Jónsdóttir
- Kristján Franklin Magnúss
- Ilmur Kristjánsdóttir
- Sigurður Sigurjónsson

## Premios
Já-fólkið fue nominado a Mejor Cortometraje de Animación y a los 93.ª Premios de la Academia.